# B. A. Santamaria
Bartholomew Augustine "B. A." Santamaria, conocido como 'Bob', (Melbourne, 14 de agosto de 1915-Melbourne, 25 de febrero de 1998), fue un activista político y periodista australiano, una de las figuras políticas más influyentes del siglo XX en la historia de Australia, sin embargo nunca ocupó un cargo público o se unió a un partido político. Fue una figura que dividía a los grupos, inspiraba una gran evoción en sus seguidores y un odio intenso en sus enemigos. Consideró su propia carrera como un fracaso, pero al morir fue ampliamente alabado por su oposición al comunismo.[cita requerida] Santamaria fue un líder no oficial y tuvo una gran influencia guiando al Partido Laboral Democrático.